# Marie von Hessen-Kassel (1804–1888)

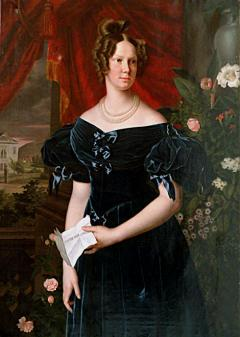
Marie von Hessen-Kassel, Herzogin von Sachsen-Meiningen (um 1830)

Marie Friederike Wilhelmine Christina von Hessen-Kassel (* 6. September 1804 in Hanau; † 1. Januar 1888 in Meiningen) war eine Prinzessin von Hessen-Kassel und durch Heirat Herzogin von Sachsen-Meiningen. Sie war die Mutter des Herzogs Georg II., eines Förderers der Musik, der Theaterkunst und Reformators des Herzogtums Sachsen-Meiningen.

## Leben
Marie Friederike war eines von sechs Kindern des Kurfürsten Wilhelm II. von Hessen und dessen Gemahlin Auguste von Preußen. Ihr Bruder Friedrich Wilhelm I. war der letzte Kurfürst von Hessen.
1822 wurde Marie von der schwedischen Gräfin Charlotta Aurora De Geer für die Vermählung mit Oskar I., dem späteren König von Schweden vorgeschlagen, was aber nicht zustande kam.
Am 23. März 1825 heiratete Marie den Herzog Bernhard II. von Sachsen-Meiningen. Er war ein Sohn von Georg I. von Sachsen-Meiningen und Louise Eleonore zu Hohenlohe-Langenburg sowie ein Bruder von Königin Adelaide von Großbritannien und Irland. Bernhard und Marie hatten zwei Kinder. Ihr Sohn Georg blieb 17 Jahre lang ein Einzelkind bis zur Geburt seiner Schwester Augusta im Jahre 1843.
Nachdem Bernhard II. 1866 abdanken musste, lebte sie mit ihm fortan im Großen Palais in Meiningen. 1882 verwitwet, verstarb Marie sechs Jahre später am 1. Januar 1888. Nach Marie von Hessen-Kassel ist die Marienstraße im Meininger Stadtzentrum benannt.

## Nachkommen
Marie Friederike und Bernhard II. hatten zwei Kinder:
- Georg II. (1826–1914), Herzog von Sachsen-Meiningen

⚭ 1. 1850 Prinzessin Charlotte von Preußen (1831–1855)
⚭ 2. 1858 Prinzessin Feodora zu Hohenlohe-Langenburg (1839–1872)
⚭ 3. 1873 Helene Freifrau von Heldburg (1839–1923)
- Auguste (1843–1919)

⚭ 1862 Prinz Moritz von Sachsen-Altenburg (1829–1907)